# Liste der Stolpersteine in Veere
Die Liste der Stolpersteine in Veere umfasst die Stolpersteine, die in Veere verlegt wurden, einer Gemeinde in der südniederländischen Provinz Zeeland. Stolpersteine sind ein Projekt des deutschen Künstlers Gunter Demnig und erinnern an das Schicksal der Menschen, die von den Nationalsozialisten ermordet, deportiert, vertrieben oder in den Suizid getrieben wurden. Sie liegen im Regelfall vor dem letzten selbstgewählten Wohnsitz des Opfers. Stolpersteine werden auf Niederländisch struikelstenen genannt.
Die ersten Verlegungen in der Gemeinde fand am 2. Juni 2022 statt.

## Liste der Stolpersteine
In der Gemeinde Veere liegen sechs Stolpersteine an drei Adressen, vier in der Ortschaft Veere, zwei in Domburg.
| Stolperstein | Übersetzung                                                                        | Verlegort                    | Name, Leben                                   |
| ------------ | ---------------------------------------------------------------------------------- | ---------------------------- | --------------------------------------------- |
|              | HIER WOHNTE LUDWIG RUPPEL GEB. 1876 ERMORDET 16.7.1943 SOBIBOR                     | Westerstraat/Westweg Domburg | Ludwig Ruppel (1876–1943)                     |
|              | HIER WOHNTE HEDWICH SOPHIE RUPPEL-SECKENDORFF GEB. 1884 ERMORDET 16.7.1943 SOBIBOR | Westerstraat/Westweg Domburg | Hedwich Sophie Ruppel-Seckendorff (1884–1943) |
|              | HIER WOHNTE JACOB MACHIEL TAYTELBAUM GEB. 1896 ERMORDET 1.10.1942 AUSCHWITZ        | Kade 47 Veere                | Jacob Machiel Taytelbaum (1896–1942)          |
|              | HIER WOHNTE BLANCHE TAYTELBAUM-LEVY GEB. 1896 ERMORDET 11.6.1943 SOBIBOR           | Kade 47 Veere                | Blanche Taytelbaum-Levy (1896–1943)           |
|              | HIER WOONDE EMIL THALMANN GEB. 1892 ERMORDET 30.10.1944 AUSCHWITZ                  | Kade 49 Veere                | Emil Thalmann (1892–1944)                     |
|              | HIER WOONDE MARTHA THALMANN- WOLFSHEIMER GEB. 1896 ERMORDET 30.10.1944 AUSCHWITZ   | Kade 49 Veere                | Martha Thalmann-Wolfsheimer (1896–1944)       |

## Verlegedatum
Die Verlegungen erfolgten am 2. Juni 2022.